# Frickhofen
Frickhofen ist der größte Ortsteil und der Verwaltungssitz der Gemeinde Dornburg im mittelhessischen Landkreis Limburg-Weilburg.

## Geographie

### Geographische Lage
Frickhofen liegt im Nordwesten des Limburger Beckens und am Ostrand des Westerwalds. Die Frickhofener Gemarkung ist grob trapezförmig und verbreitet sich nach Norden, mit einer nach Nordwesten auskragenden Spitze. Die Gemarkung grenzt im Norden an das Gebiet von Wilsenroth und darauf folgend im Uhrzeigersinn an Langendernbach, im Osten an die Elbtaler Ortsteile Elbgrund, Dorchheim und Heuchelheim, im Süden und Westen an die Dornburger Nachbarorte Thalheim und Dorndorf sowie im Nordwesten mit einem kurzen Abschnitt an Berzhahn und damit an die Landesgrenze zu Rheinland-Pfalz.
Das Gemarkungsgelände steigt nach Norden auf den Blasiusberg und die Dornburg zu an. Der Ort selbst erstreckt sich auf diesem Hang von 210 bis 270 Metern Höhe. Höchster Punkt ist der Blasiusberg nordwestlich des Orts mit rund 420 Metern. Nordöstlich liegt die Dornburg mit 396 Metern Höhe. Der niedrigste Punkt befindet sich südlich des Orts mit rund 190 Metern Höhe. Im Osten fließt der Elbbach auf dem Gebiet der Gemeinde Elbtal. Das Gelände fällt zu diesem Gewässer hin ab. Zahlreiche weitere Bäche durchfließen die Frickhofener Gemarkung in Nord-Süd-Richtung.
Die Frickhofener Gemarkung ist in den Höhenlagen im Norden und insbesondere im Nordwesten von dichtem Mischwald. Der Wald bedeckt 25,1 Prozent der Gemarkungsfläche, 42 Prozent sind weder land- noch forstwirtschaftlich genutzt, der Rest landwirtschaftlich, insbesondere als Dauergrünland (17,6 Prozent der Fläche, Stand 2008) und Getreideäcker (12,4 Prozent). Nordwestlich an die Wohnlage des Orts schließt sich ein Gewerbegebiet an. Frickhofen liegt an der Bahnstrecke Limburg–Altenkirchen und verfügt über einen Haltepunkt.

### Ewiges Eis
Am Fuß der Dornburg befindet sich das „Ewige Eis“, ein 1839 entdecktes Naturphänomen, bei dem geologische Besonderheiten dafür sorgen, dass sich in einer Höhle beständig eine Temperatur unter dem Gefrierpunkt hält.

## Geschichte

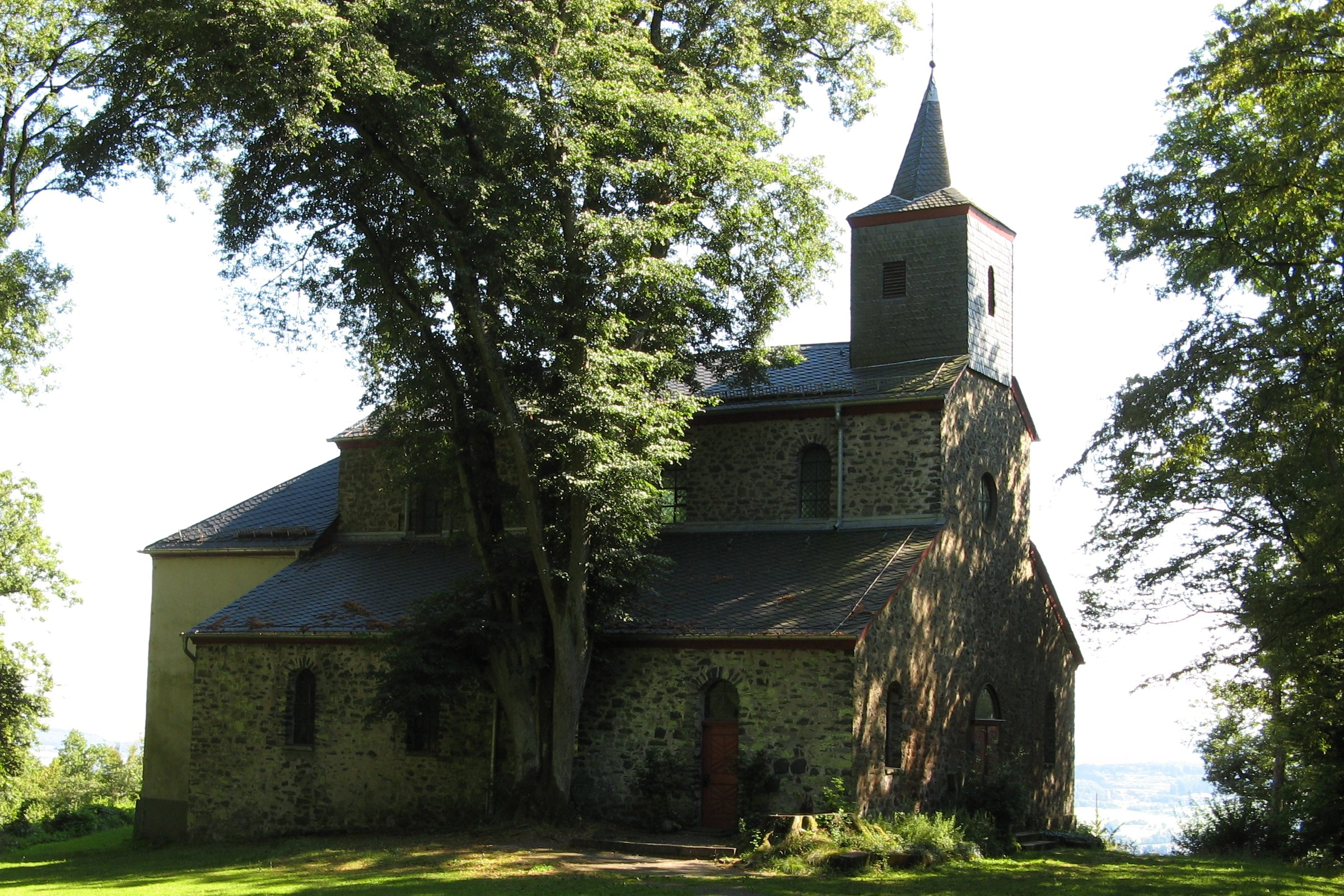
Die Blasiuskapelle auf dem Blasiusberg nördlich des Orts

### Ortsgeschichte
Beim Oppidum Dornburg handelt es sich um Reste einer Ringwallanlage aus der La-Tène-Zeit (5. bis 1. Jahrhundert vor Christus). In ihr lag eine stadtähnliche keltische Siedlung. Auf dem Blasiusberg befand sich vermutlich eine heidnische Kultstätte.
Die älteste bekannte schriftliche Erwähnung von Frickhofen erfolgte unter dem Namen Fridehuba im Codex Eberhardi und wird in die Zeit 802–820 datiert.
Politisch gehörte Frickhofen bis mindestens 966 dem Niederlahngau der Konradiner an, spätestens 1053 der Grafschaft Diez und ab 1337 erstmals an das Haus Nassau. Es folgten im Verbund der Herrschaft Ellar Zeiten des wechselnden oder geteilten Besitzes, in denen unter anderem die Grafschaft Katzenelnbogen, die Landgrafschaft Hessen und verschiedene Linien des verzweigten Hauses Nassau Landesherren waren. Ab 1717 bestand eine stabile nassauische Landesherrschaft, wenn auch in wechselnden Linien des Hauses, in der Frickhofen dem Amt Mengerskirchen, später dem Amt Hadamar und ab 1790 dem neuen Amt Ellar zugeordnet war. Nach der napoleonischen Zeit im Großherzogtum Berg und ab 1809 als Sitz einer Mairie ging Frickhofen 1813 an das Herzogtum Nassau und 1866 an Preußen über. Frickhofen gehörte zunächst einem Gerichtsbezirk an, der sein Zentrum auf dem Blasiusberg hatte, später waren in der Regel die jeweiligen Amts- auch Gerichtssitze.
Bis 1743 war die Blasiuskapelle Pfarrkirche für Frickhofen und zehn weitere Dörfer der Umgebung. Im Ort selbst ist für das 15. Jahrhundert eine Kapelle an der Stelle der heutigen Kirche nachgewiesen.
Im Jahr 1739 wurde ein Rathaus errichtet, das später auch als Schulhaus diente. 1968 wurde es für den Straßenbau abgebaut, im Weilburger Schloss zwischengelagert und acht Jahre später im Freilichtmuseum Hessenpark bei Neu-Anspach wieder aufgebaut.
Insbesondere im Pauperismus des frühen 19. Jahrhunderts bestritten viele Frickhofener, ähnlich wie andere Westerwälder, ihren Lebensunterhalt als Hausierer und Wanderarbeiter. Aus dieser Zeit stammt die scherzhafte Bezeichnung „Frickhöfer Kochlöffel“ für die Einwohner, die auf das Hauptprodukt des Ortes verweist. Nachgewiesen sind Frickhofener, die als Hausierer bis nach Frankreich, in die Schweiz und nach Russland kamen.
Als erst moderne Sozialeinrichtung des Orts wurde 1872 ein Krankenunterstützungsverein, 1895 die Freiwillige Feuerwehr und 1900 der Verein „Reisende nassauische Handelsleute“ gegründet, der sich als Interessenvertretung und soziale Einrichtung für reisenden Händler aus Frickhofen und der Umgebung verstand. 1886 hielt die erste Eisenbahn der Westerwaldstrecke im Ort. Auf den Verkehrsanschluss folgte, ähnlich wie in den Nachbardörfern, ein bescheidener Wirtschaftsaufschwung. 1906 erhielten zwei Steinbruchunternehmen die Abbaugenehmigung für Basalt in der Frickhofener Gemarkung. Kurz nach 1900 wurden eine erste Straßenbeleuchtung mit Petroleumlampen und die Trinkwasserversorgung installiert. Der ursprüngliche Dorfkern erstreckte sich entlang der heutigen Egenolfstraße sowie der Hauptstraße und weniger parallel verlaufender Straßen. Eine wesentliche Erweiterung erfolgte im 20. Jahrhundert zunächst mit der Verlängerung dieser Straßenzüge (unter anderem heutige Bahnhofstraße) und insbesondere nach dem Zweiten Weltkrieg mit der Anlage der Friedenstraße, die den alten Ortskern nach Südwesten erweiterte. Die folgenden Neubaugebiete führten dann jedoch im Wesentlichen zu einer Ausweitung nach Norden, während Gewerbegebiete im Wesentlichen im Osten und nach Norden von der Wohnbebauung abgesetzt erschlossen wurden.
1905 entstand ein Schwesternhaus der Armen Dienstmägde Jesu Christi, das kurz darauf um einen Kindergarten erweitert wurde. 1910 wurde der neue Friedhof eingeweiht.
Während des „Dritten Reiches“ wurden alleine im Jahr 1942 zwölf jüdische Einwohner verschleppt und ermordet.
1969 nahm die Mittelpunktschule „St. Blasius“ in Frickhofen ihren Betrieb auf.

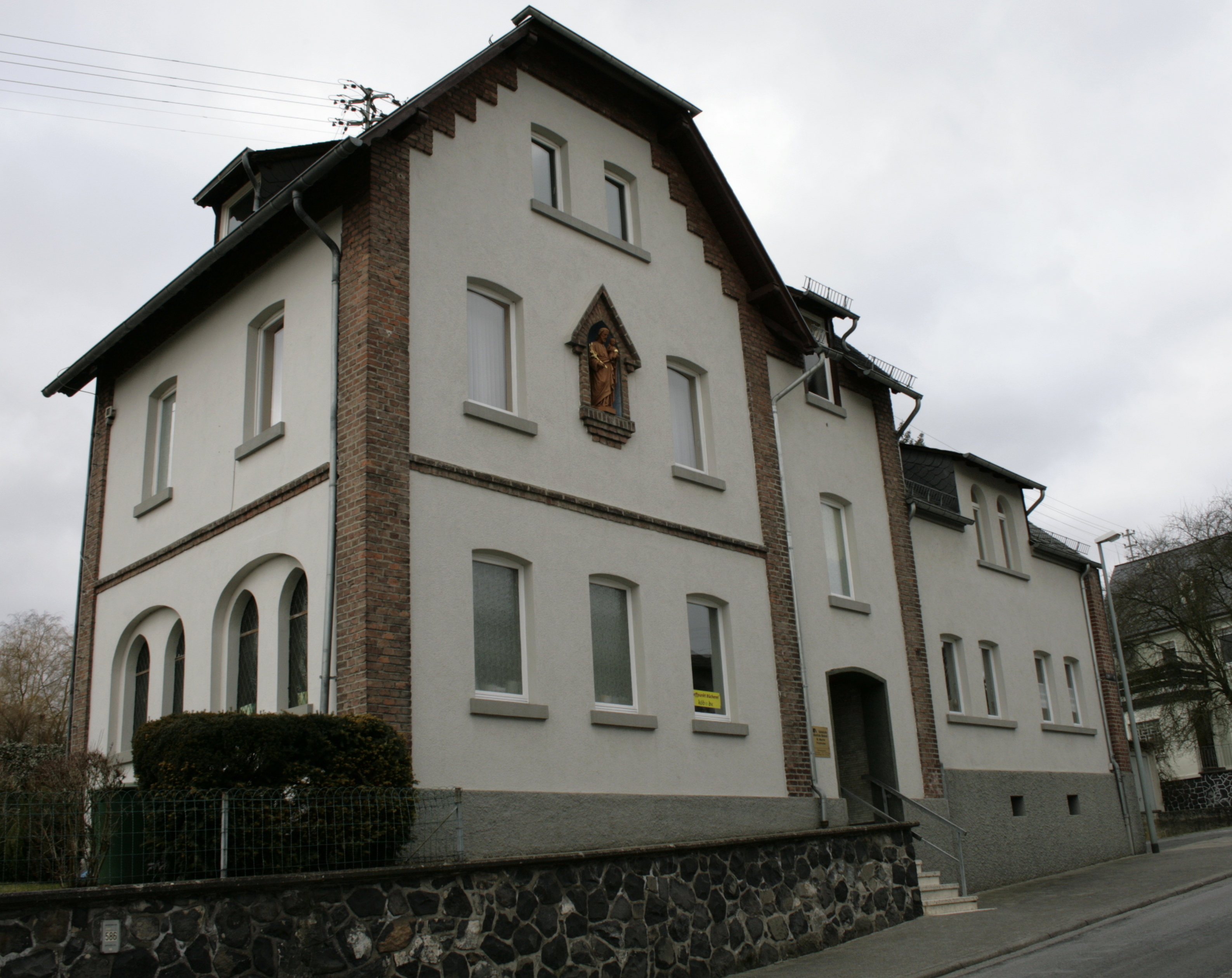
Ehemaliges Schwesternhaus, heute katholische öffentliche Bücherei
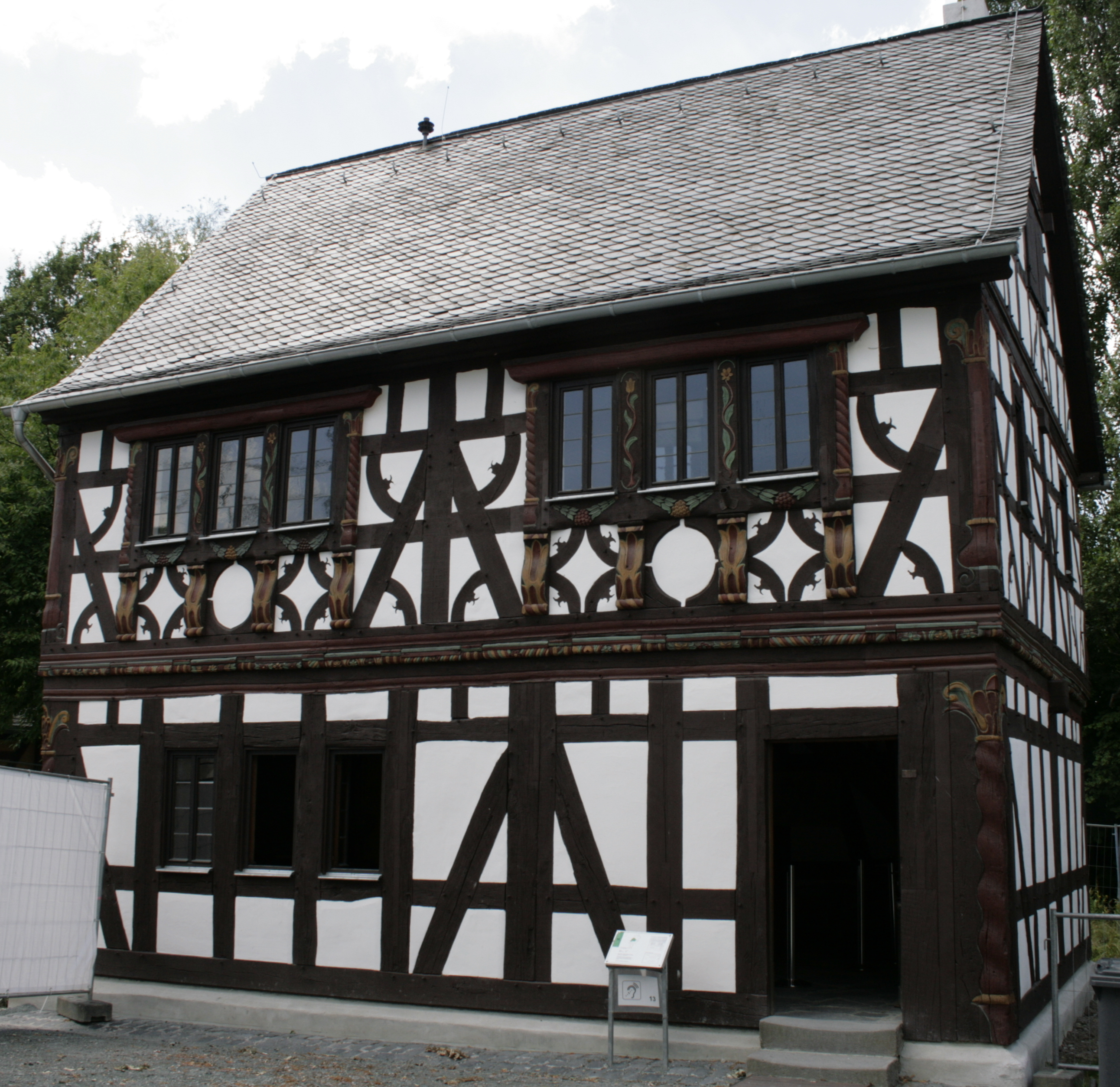
Ehemaliges Rat- und Schulhaus, um 1750 errichtet. Heute im Freilichtmuseum Hessenpark.
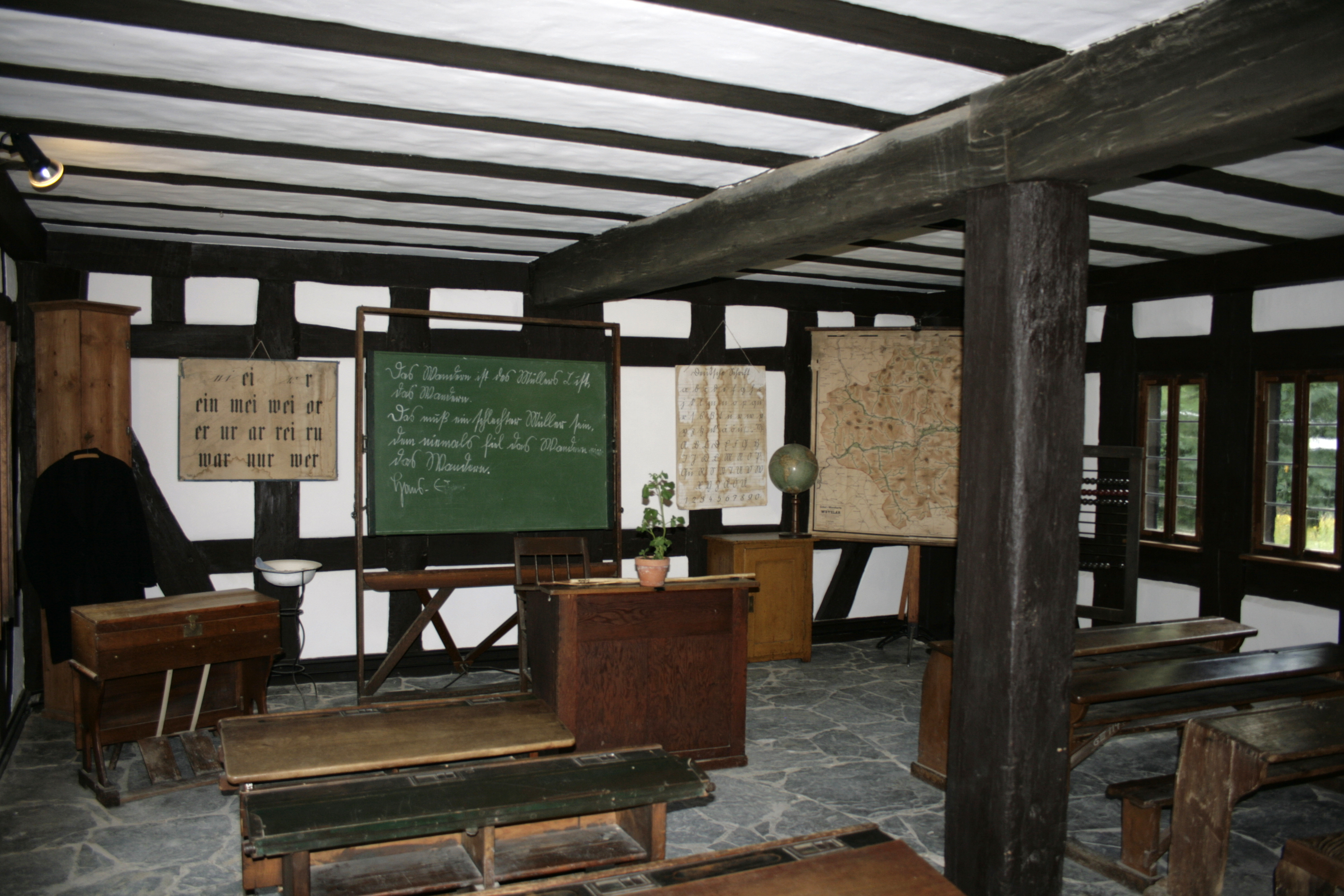
Schulstube im ehemaligen Rat- und Schulhaus
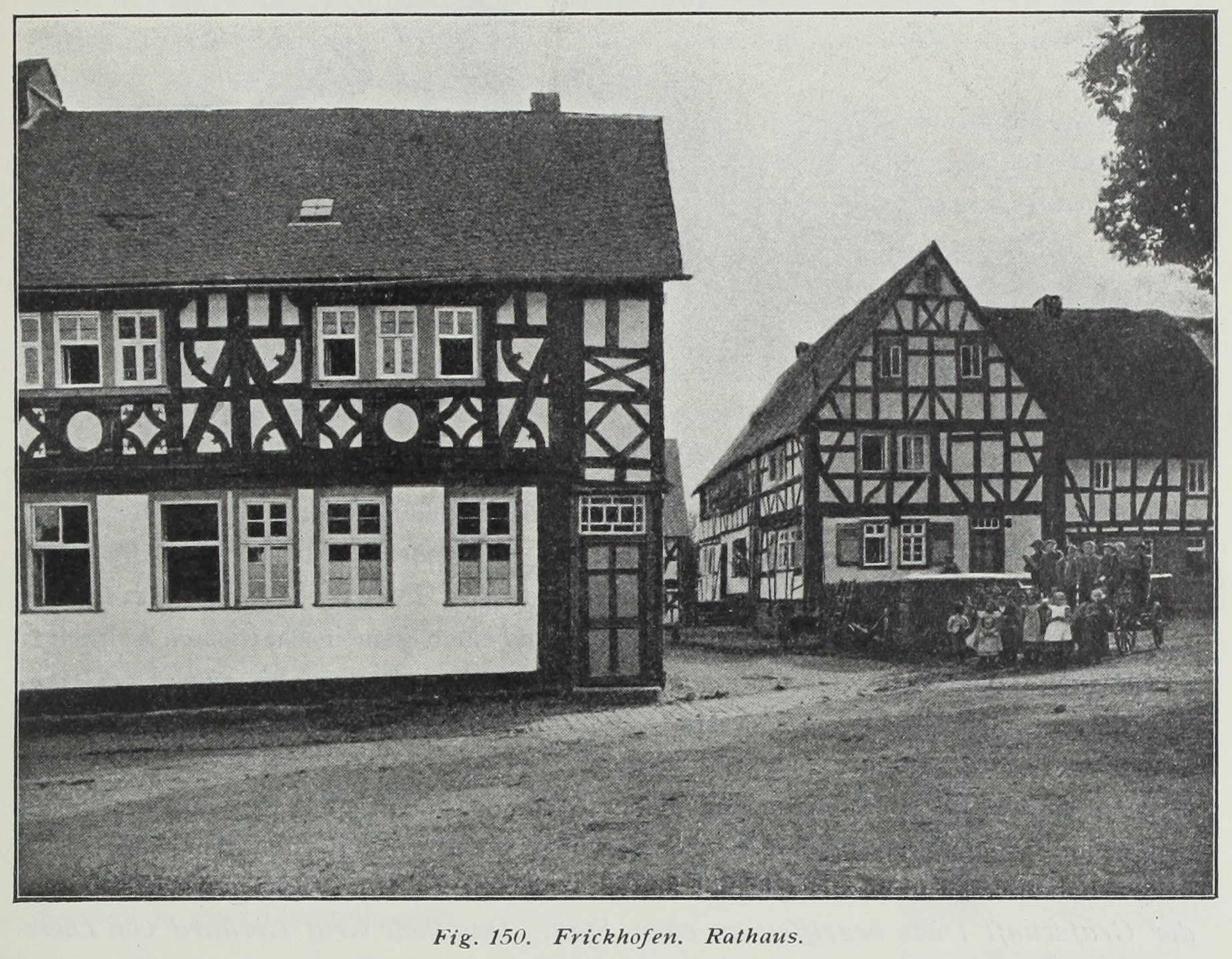
Rathauses von Frickhofen (links) aus dem Jahr 1907
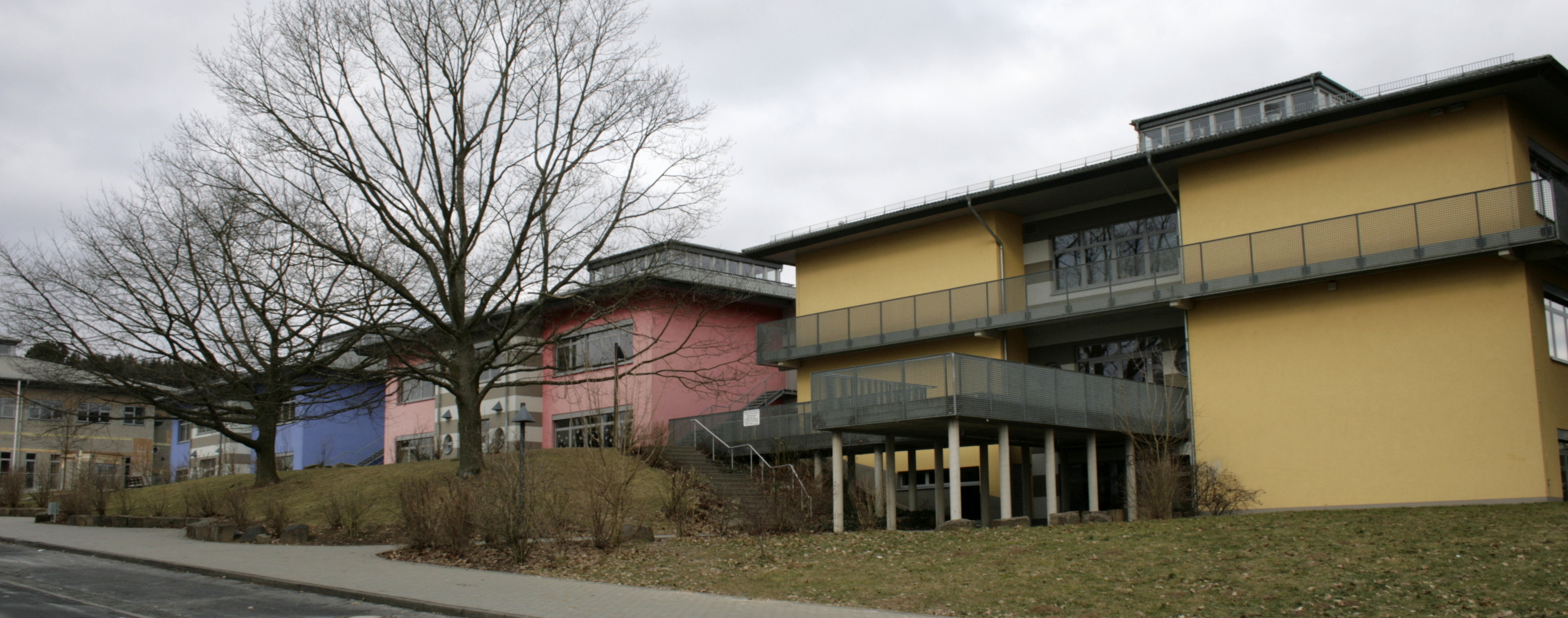
Mittelpunktschule St. Blasius

Hessische Gebietsreform (1970–1977)
Im Zuge der Gebietsreform in Hessen fusionierte die bis dahin selbständigen Gemeinden Dorndorf, Frickhofen und Wilsenroth zum 1. Februar 1971 freiwillig zur neuen Gemeinde Dornburg. Frickhofen wurde Sitz der Gemeindeverwaltung.
Für alle drei Gemeinden wurde ein je in Ortsbezirk eingerichtet. Sitz der Gemeindeverwaltung wurde der Ortsteil Frickhofen.

### Verwaltungsgeschichte im Überblick
Die folgende Liste zeigt die Staaten und Verwaltungseinheiten, denen Frickhofen angehört(e):
- vor 1711: Heiliges Römisches Reich, Fürstentum Nassau-Hadamar, Amt Mengerskirchen
- 1717–1743: Heiliges Römisches Reich, Fürstentum Nassau-Dillenburg, Amt Mengerskirchen
- 1743–1806: Heiliges Römisches Reich, Grafen von Nassau-Diez als Teil des Fürstentums Nassau-Oranien, Amt Mengerskirchen
- 1806–1813: Großherzogtum Berg,[Anm. 2] Département Sieg, Arrondissement Dillenburg, Kanton Hadamar
- 1813–1815: Fürstentum Nassau-Oranien, Amt Mengerskirchen
- ab 1816: Herzogtum Nassau,[Anm. 3] Amt Hadamar
- ab 1849: Herzogtum Nassau, Kreisamt Hadamar[Anm. 4]
- ab 1854: Herzogtum Nassau, Amt Hadamar
- ab 1867: Norddeutscher Bund[Anm. 5], Königreich Preußen,[Anm. 6] Provinz Hessen-Nassau, Regierungsbezirk Wiesbaden, Oberlahnkreis[Anm. 7]
- ab 1871: Deutsches Reich, Königreich Preußen, Provinz Hessen-Nassau, Regierungsbezirk Wiesbaden, Oberlahnkreis
- ab 1886: Deutsches Reich, Königreich Preußen, Provinz Hessen-Nassau, Regierungsbezirk Wiesbaden, Kreis Limburg
- ab 1918: Deutsches Reich (Weimarer Republik), Freistaat Preußen, Provinz Hessen-Nassau, Regierungsbezirk Wiesbaden, Kreis Limburg
- ab 1944: Deutsches Reich, Freistaat Preußen, Provinz Nassau, Landkreis Limburg
- ab 1945: Amerikanische Besatzungszone, Groß-Hessen,[Anm. 8] Regierungsbezirk Wiesbaden, Landkreis Limburg
- ab 1946: Amerikanische Besatzungszone, Land Hessen, Regierungsbezirk Wiesbaden, Landkreis Limburg
- ab 1949: Bundesrepublik Deutschland, Land Hessen, Regierungsbezirk Wiesbaden, Landkreis Limburg
- ab 1968: Bundesrepublik Deutschland, Land Hessen, Regierungsbezirk Darmstadt, Landkreis Limburg
- ab 1971: Bundesrepublik Deutschland, Land Hessen, Regierungsbezirk Darmstadt, Landkreis Limburg, Gemeinde Dornburg[Anm. 9]
- ab 1974: Bundesrepublik Deutschland, Land Hessen, Regierungsbezirk Darmstadt, Landkreis Limburg-Weilburg, Gemeinde Dornburg
- ab 1981: Bundesrepublik Deutschland, Land Hessen, Regierungsbezirk Gießen, Landkreis Limburg-Weilburg, Gemeinde Dornburg

### Bevölkerung
Einwohnerstruktur 2011
Nach den Erhebungen des Zensus 2011 lebten am Stichtag dem 9. Mai 2011 in Frickhofen 2802 Einwohner. Darunter waren 348 (12,4 %) Ausländer.
Nach dem Lebensalter waren 537 Einwohner unter 18 Jahren, 1134 zwischen 18 und 49, 537 zwischen 50 und 64 und 561 Einwohner waren älter.
Die Einwohner lebten in 1137 Haushalten. Davon waren 306 Singlehaushalte, 351 Paare ohne Kinder und 372 Paare mit Kindern, sowie 96 Alleinerziehende und 12 Wohngemeinschaften. In 246 Haushalten lebten ausschließlich Senioren und in 765 Haushaltungen lebten keine Senioren.
Einwohnerentwicklung
| Frickhofen: Einwohnerzahlen von 1834 bis 2019 | Frickhofen: Einwohnerzahlen von 1834 bis 2019 | Frickhofen: Einwohnerzahlen von 1834 bis 2019 | Frickhofen: Einwohnerzahlen von 1834 bis 2019 | Frickhofen: Einwohnerzahlen von 1834 bis 2019 |
| --- | --------------------------------------------- | --------------------------------------------- | --------------------------------------------- | --------------------------------------------- |
| Jahr |                                               |                                               |                                               | Einwohner                                     |
| 1834 | 1834                                          |                                               | 1.101                                         | 1.101                                         |
| 1840 | 1840                                          |                                               | 1.209                                         | 1.209                                         |
| 1846 | 1846                                          |                                               | 1.330                                         | 1.330                                         |
| 1852 | 1852                                          |                                               | 1.384                                         | 1.384                                         |
| 1858 | 1858                                          |                                               | 1.374                                         | 1.374                                         |
| 1864 | 1864                                          |                                               | 1.434                                         | 1.434                                         |
| 1871 | 1871                                          |                                               | 1.305                                         | 1.305                                         |
| 1875 | 1875                                          |                                               | 1.519                                         | 1.519                                         |
| 1885 | 1885                                          |                                               | 1.395                                         | 1.395                                         |
| 1895 | 1895                                          |                                               | 1.369                                         | 1.369                                         |
| 1905 | 1905                                          |                                               | 1.448                                         | 1.448                                         |
| 1910 | 1910                                          |                                               | 1.473                                         | 1.473                                         |
| 1925 | 1925                                          |                                               | 1.642                                         | 1.642                                         |
| 1939 | 1939                                          |                                               | 1.805                                         | 1.805                                         |
| 1946 | 1946                                          |                                               | 2.430                                         | 2.430                                         |
| 1950 | 1950                                          |                                               | 2.415                                         | 2.415                                         |
| 1956 | 1956                                          |                                               | 2.295                                         | 2.295                                         |
| 1961 | 1961                                          |                                               | 2.436                                         | 2.436                                         |
| 1967 | 1967                                          |                                               | 2.460                                         | 2.460                                         |
| 1970 | 1970                                          |                                               | 2.568                                         | 2.568                                         |
| 1980 | 1980                                          |                                               | ?                                             | ?                                             |
| 1990 | 1990                                          |                                               | ?                                             | ?                                             |
| 2000 | 2000                                          |                                               | ?                                             | ?                                             |
| 2011 | 2011                                          |                                               | 2.802                                         | 2.802                                         |
| 2019 | 2019                                          |                                               | 2.868                                         | 2.868                                         |
| Datenquelle: Historisches Gemeindeverzeichnis für Hessen: Die Bevölkerung der Gemeinden 1834 bis 1967. Wiesbaden: Hessisches Statistisches Landesamt, 1968. Weitere Quellen: LAGIS; Gemeinde Dornburg; Zensus 2011 |                                               |                                               |                                               |                                               |

1889 zählte Frickhofen 266 Haushalte und 1395 Einwohner. 1950 wurden 180 landwirtschaftliche Betriebe gezählt, 2008 nur noch zwei.
Religionszugehörigkeit
| • 1885: | 008 evangelische (= 0,57 %), 1359 katholische (= 97,42 %) und 28 jüdische (= 2,01 %) Einwohner |
| • 1961: | 120 evangelische (= 4,93 %) und 2302 katholische (= 94,50 %) Einwohner                         |

## Politik

### Ortsbeirat
Für Frickhofen besteht ein Ortsbezirk (Gebiete der ehemaligen Gemeinde Frickhofen) mit Ortsbeirat und Ortsvorsteher nach der Hessischen Gemeindeordnung.
Der Ortsbeirat besteht aus sechs Mitgliedern. Bei den Kommunalwahlen in Hessen 2021 betrug die Wahlbeteiligung zum Ortsbeirat 56,80 %. Dabei wurden gewählt: vier Mitglieder der CDU und zwei Mitglieder der SPD.
Der Ortsbeirat wählte Christopht Kunz (CDU) zum Ortsvorsteher.

### Wappen
Am 11. Oktober 1965 wurde der Gemeinde Frickhofen im damaligen Landkreis Limburg, Regierungsbezirk Wiesbaden, ein Wappen mit folgender Blasonierung verliehen: Schild durch eine geschweifte silberne Spitze gespalten, vorne in Gold ein herschauender, roter und blaubewehrter Löwe, hinten in Blau ein goldener, rotbewehrter Löwe. Diese Wappenbeschreibung entspricht dem derzeitigen Wappen von Dornburg.

## Infrastruktur
Die Freiwillige Feuerwehr (gegründet 1895), seit dem 15. April 1972 mit Jugendfeuerwehr sorgt für den abwehrenden Brandschutz und die allgemeine Hilfe.

## Verkehr

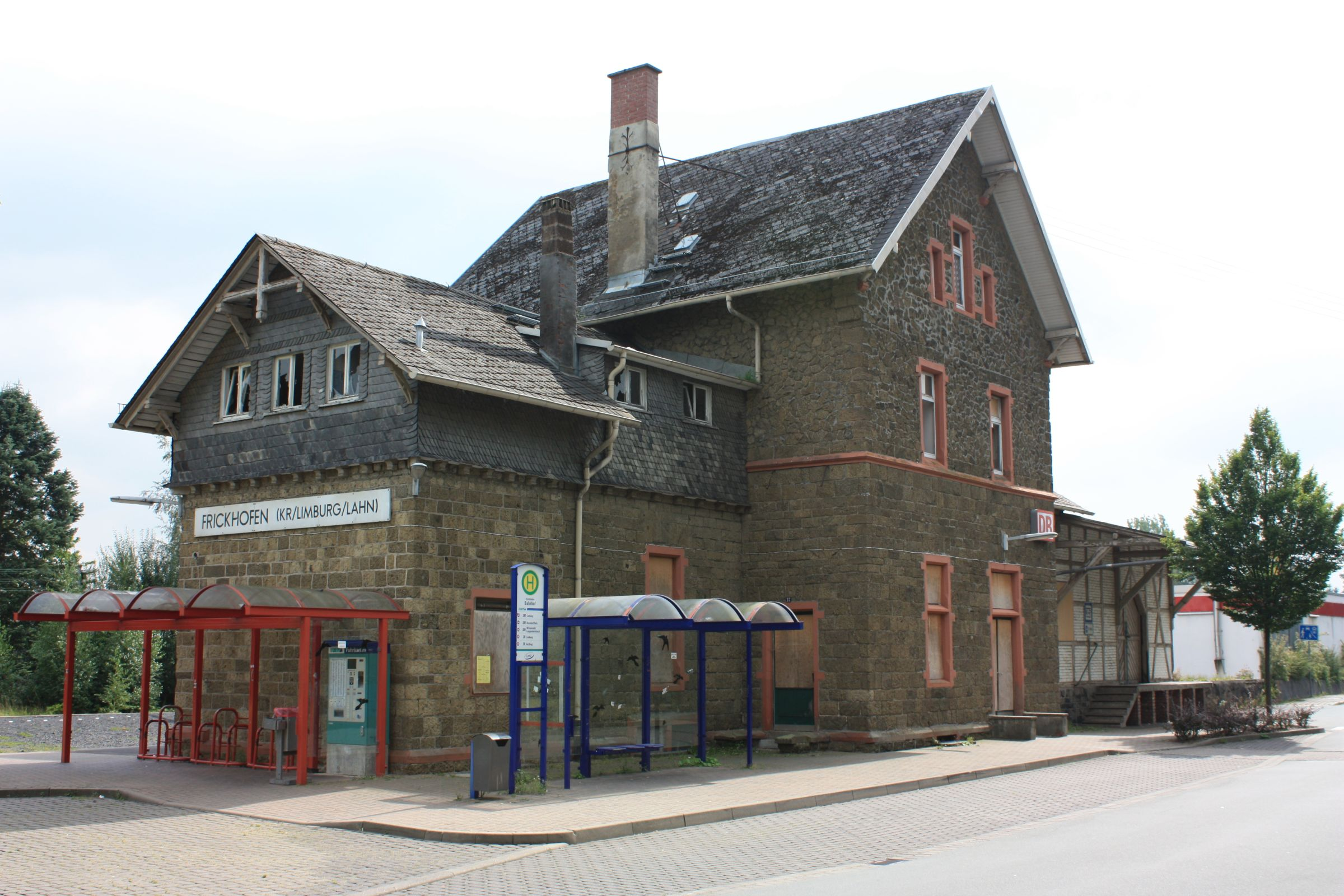
Bahnhof Frickhofen

Der Bahnhof Frickhofen liegt an der Westerwald-Sieg-Bahn, Hier verkehrt die Linie RB90 der Hessischen Landesbahnvon Limburg nach Siegen Hbf mit Zwischenhalten unter anderem in Diez Ost, Westerburg, Hachenburg, Altenkirchen und Kirchen an der Sieg. Zudem verkehrt eine Regionalbuslinie nach Limburg.

## Kultur und Sehenswürdigkeiten

### Vereine

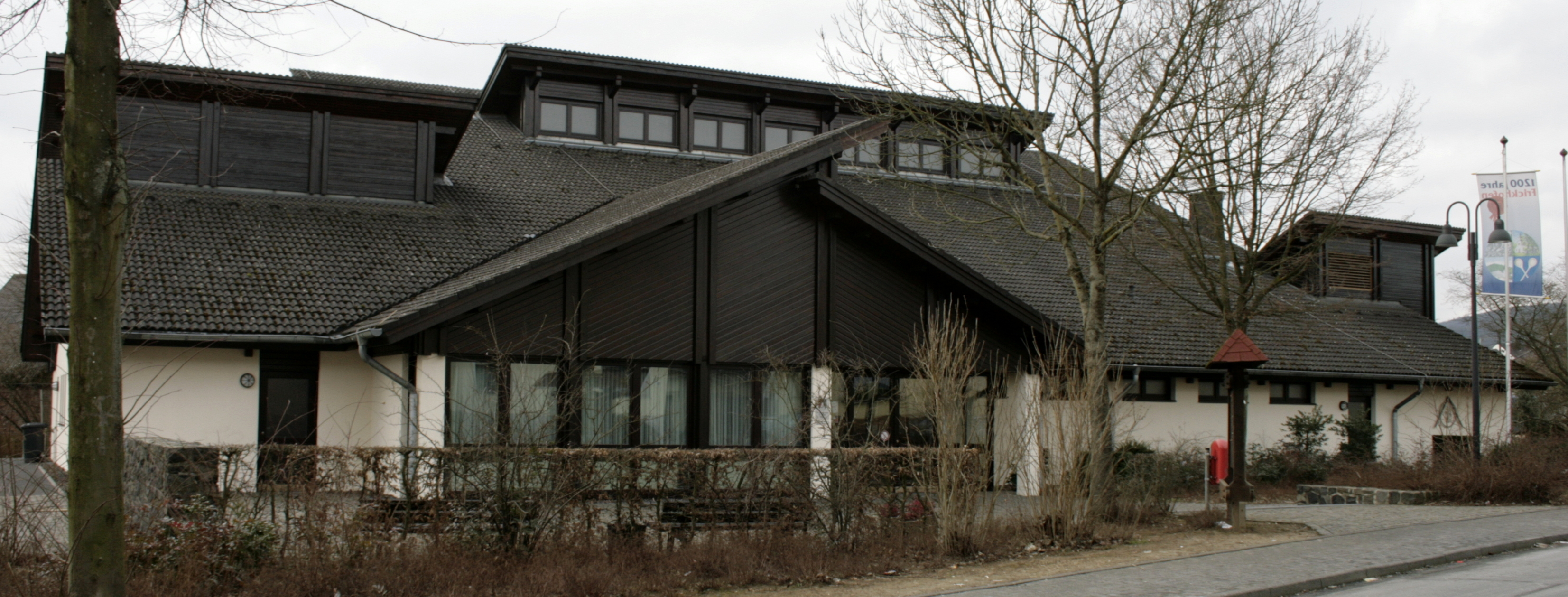
Bürgerhaus

Frickhofen verfügt über eine Ortsgruppe des Deutschen Roten Kreuzes, die im Jahr 1895 gegründete Freiwillige Feuerwehr Frickhofen (seit dem 15. April 1972 mit Jugendfeuerwehr), die Tanzsportgruppe „Tanzcorps Rot-Weiße Funken“ (vielfacher Deutscher Meister), die Fastnachtsvereine „Narrische Frickhöfer“" und „Die Kochlöffel“ (Karnevalverein), einen Gymnastik-Club, eine Katholische Frauengemeinschaft, einen Kirchenchor, eine Kleintier-Zuchtverein, einen Kultur- und Geschichtsverein, den Männergesangverein „Eintracht“, das Musikkorps „Blau-Orange“, den Theaterclub „Frigga“, den Tennisclub Grün-Weiß, einen Turn- und Sportverein, eine VdK-Ortsgruppe und einen Verkehrs- und Verschönerungsverein. Darüber hinaus ist Dornburg Sitz des Westerwald-Zweigvereins Limburg-Dornburg.

### Bauwerke

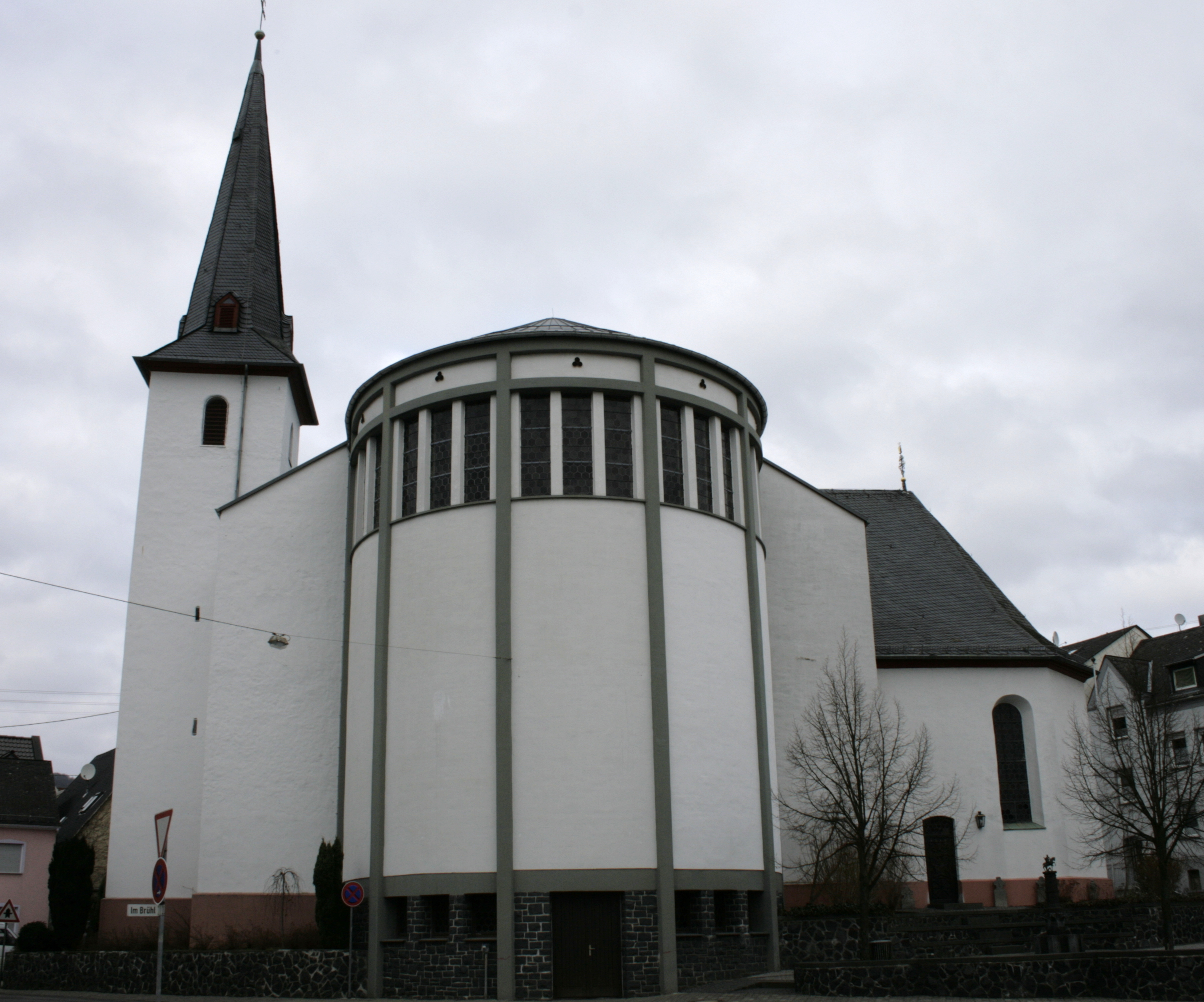
Pfarrkirche St. Martin
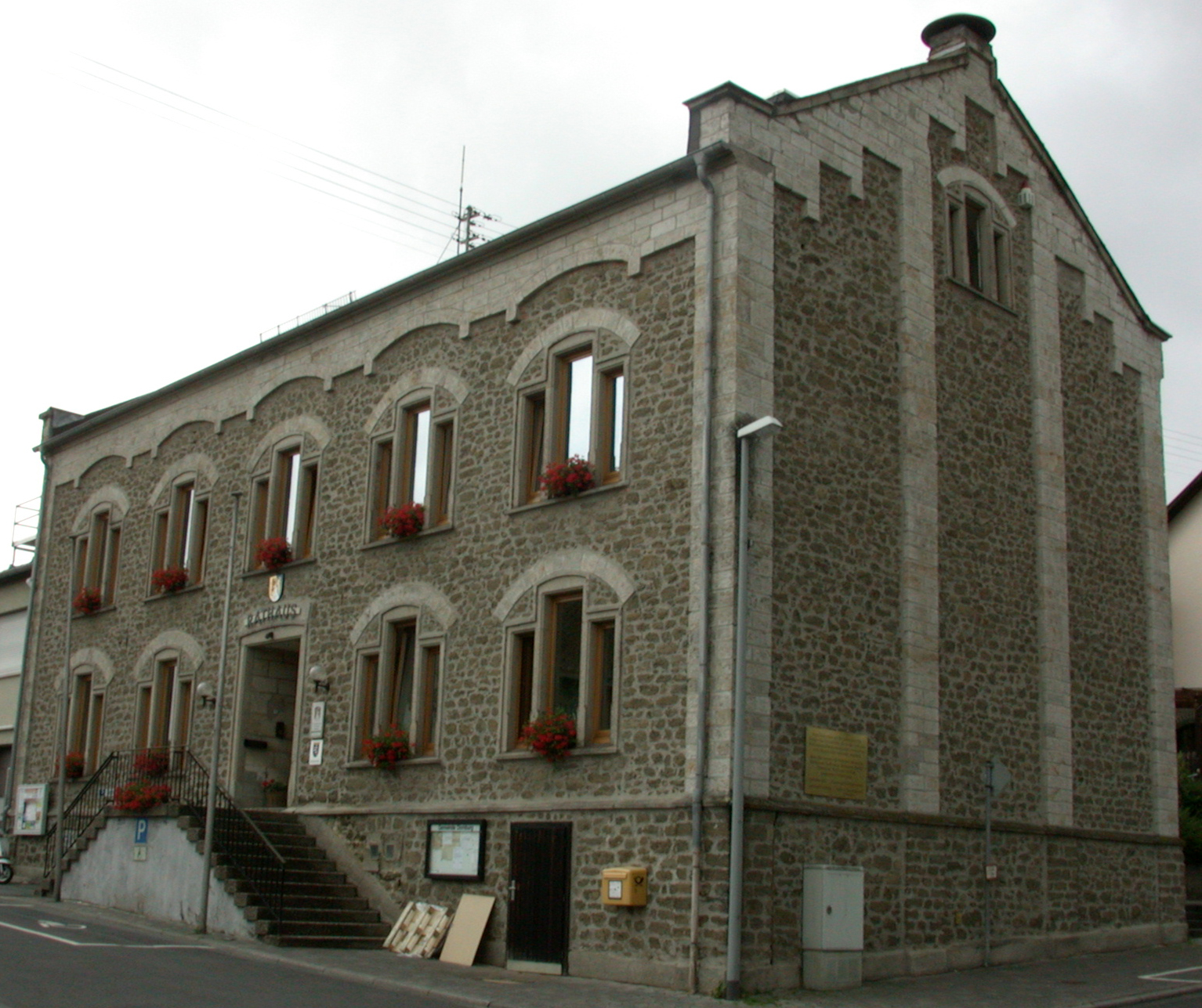
Rathaus der Gemeinde Dornburg
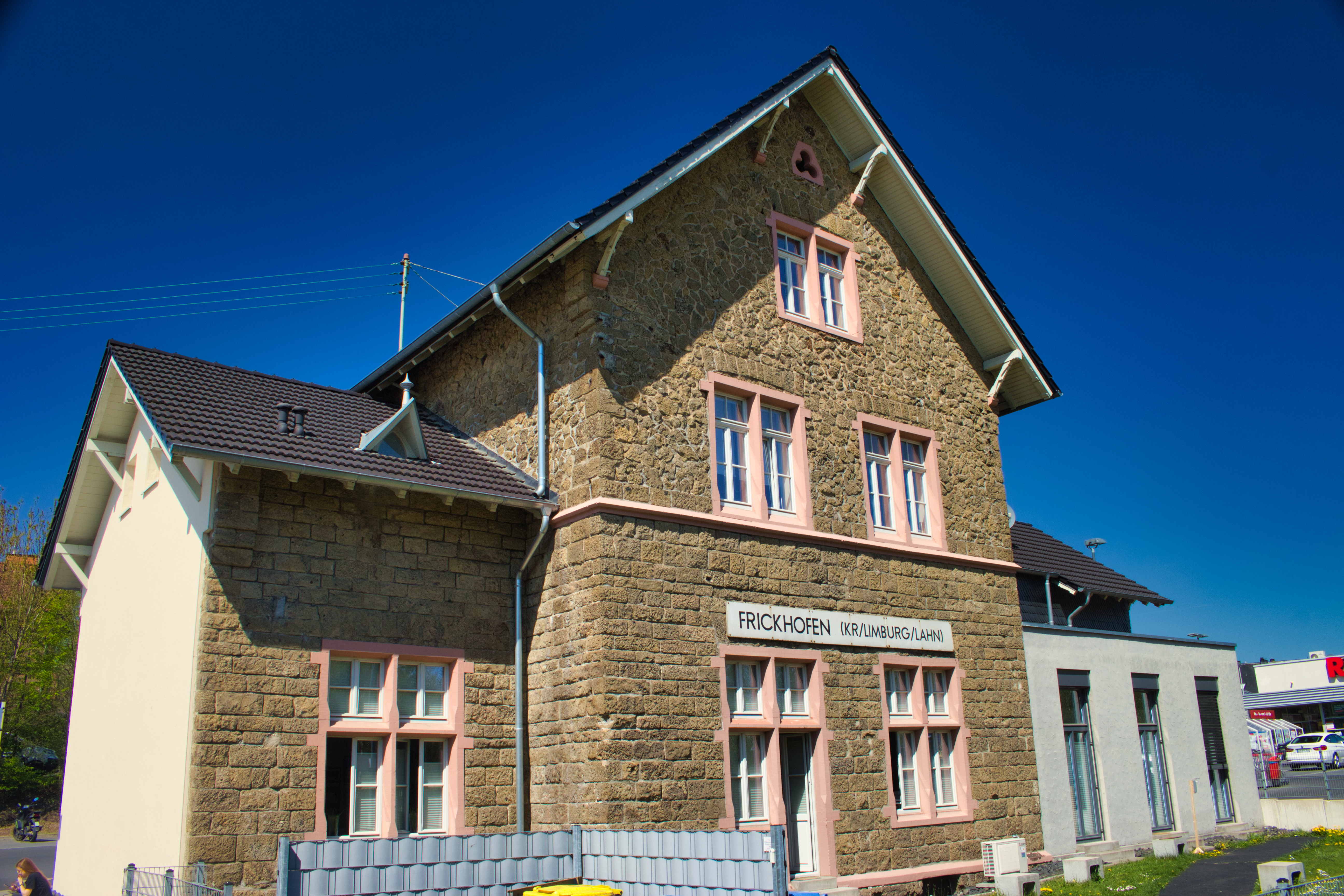
Bahnhof (Gleisseite)
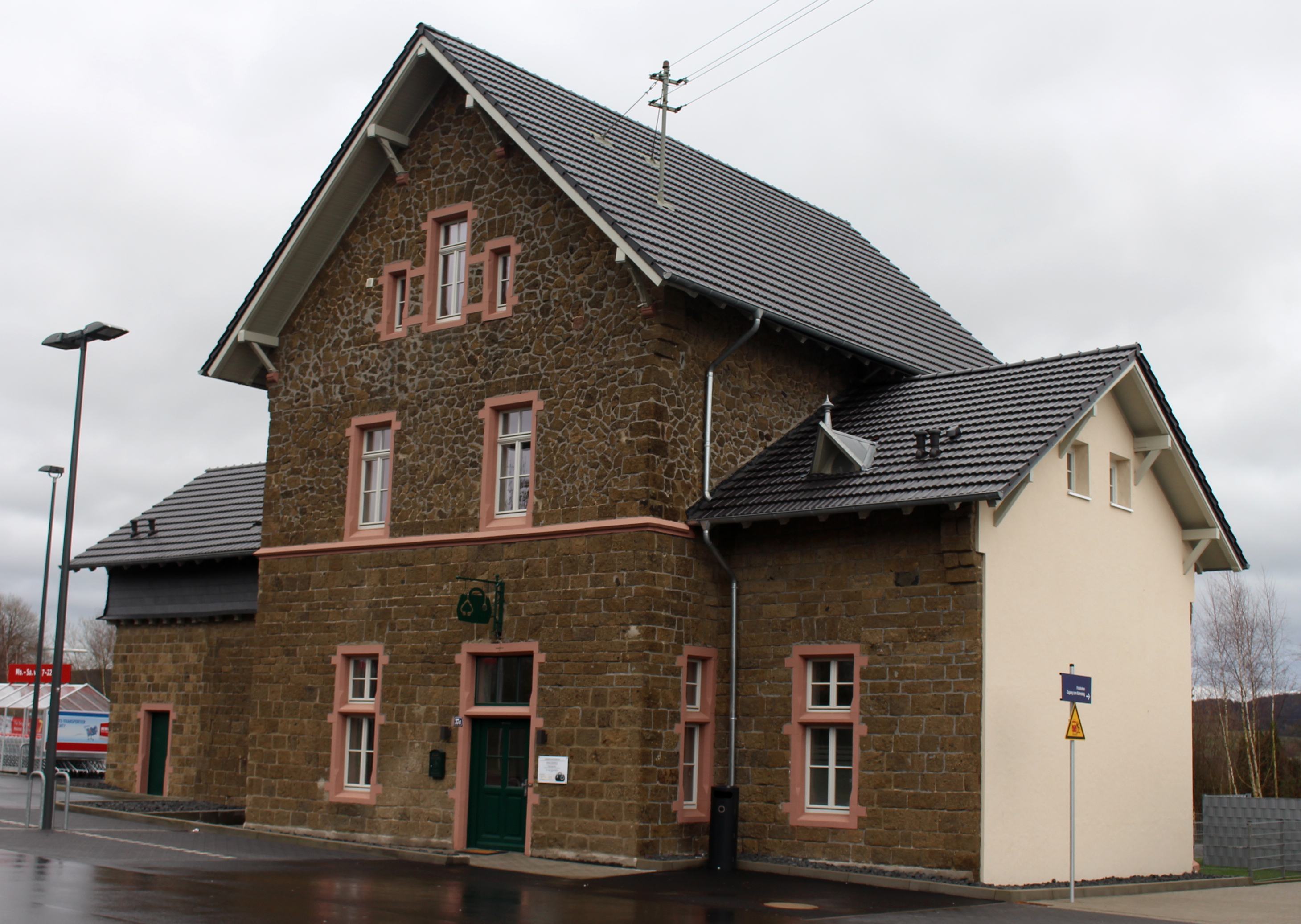
Bahnhofsrückseite
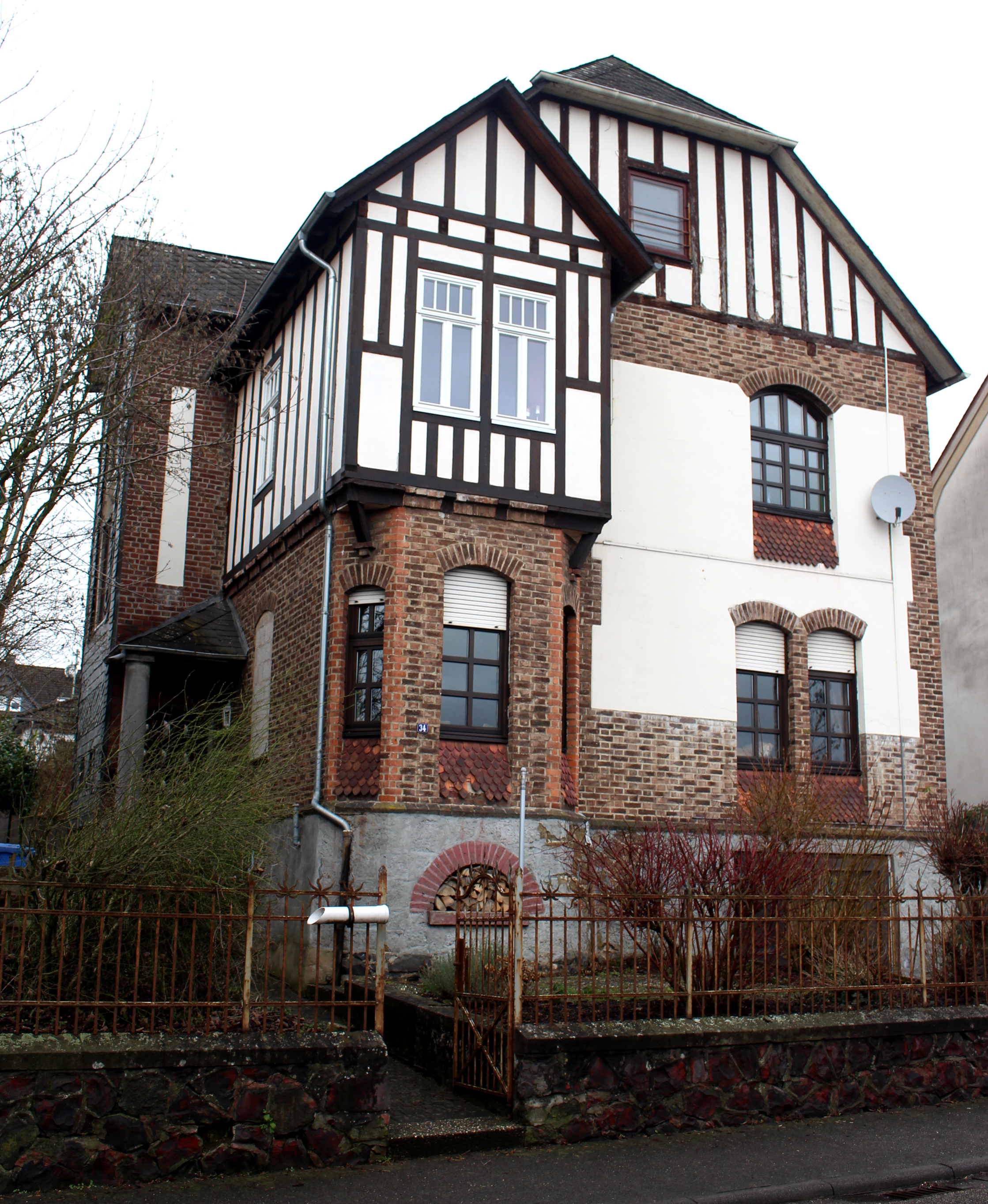
Bahnhofstraße 34
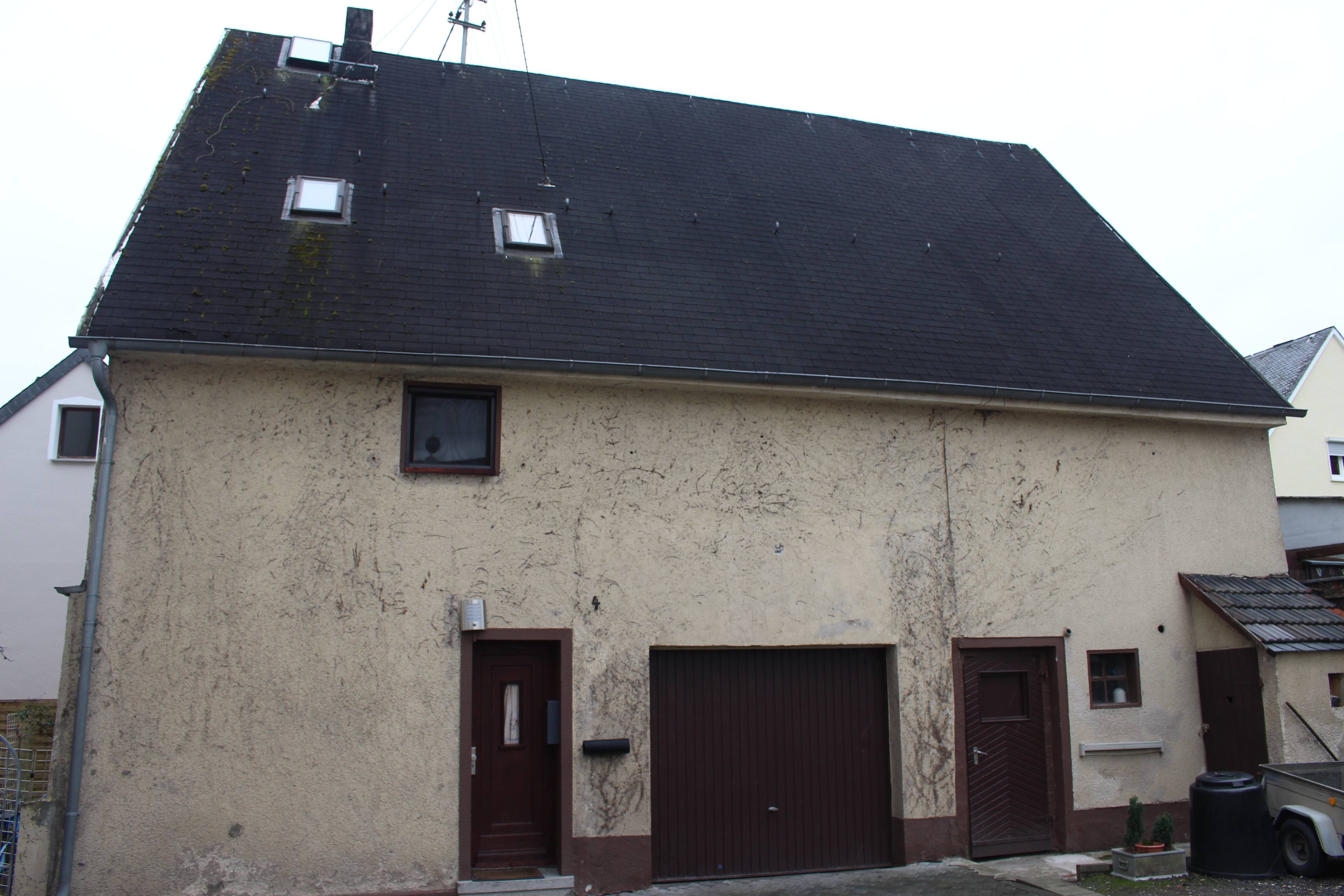
Egenolfstraße 4
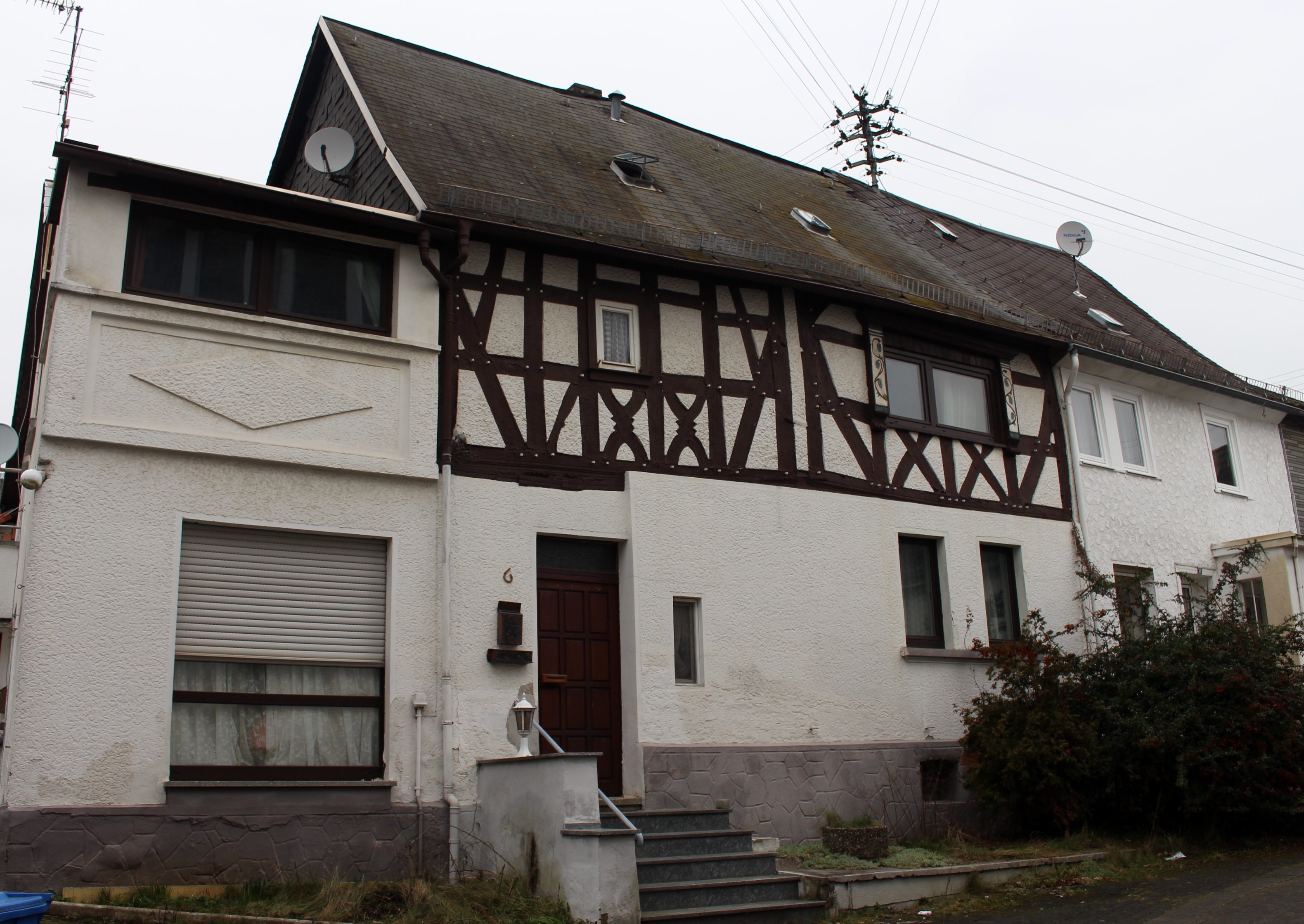
Egenolfstraße 6
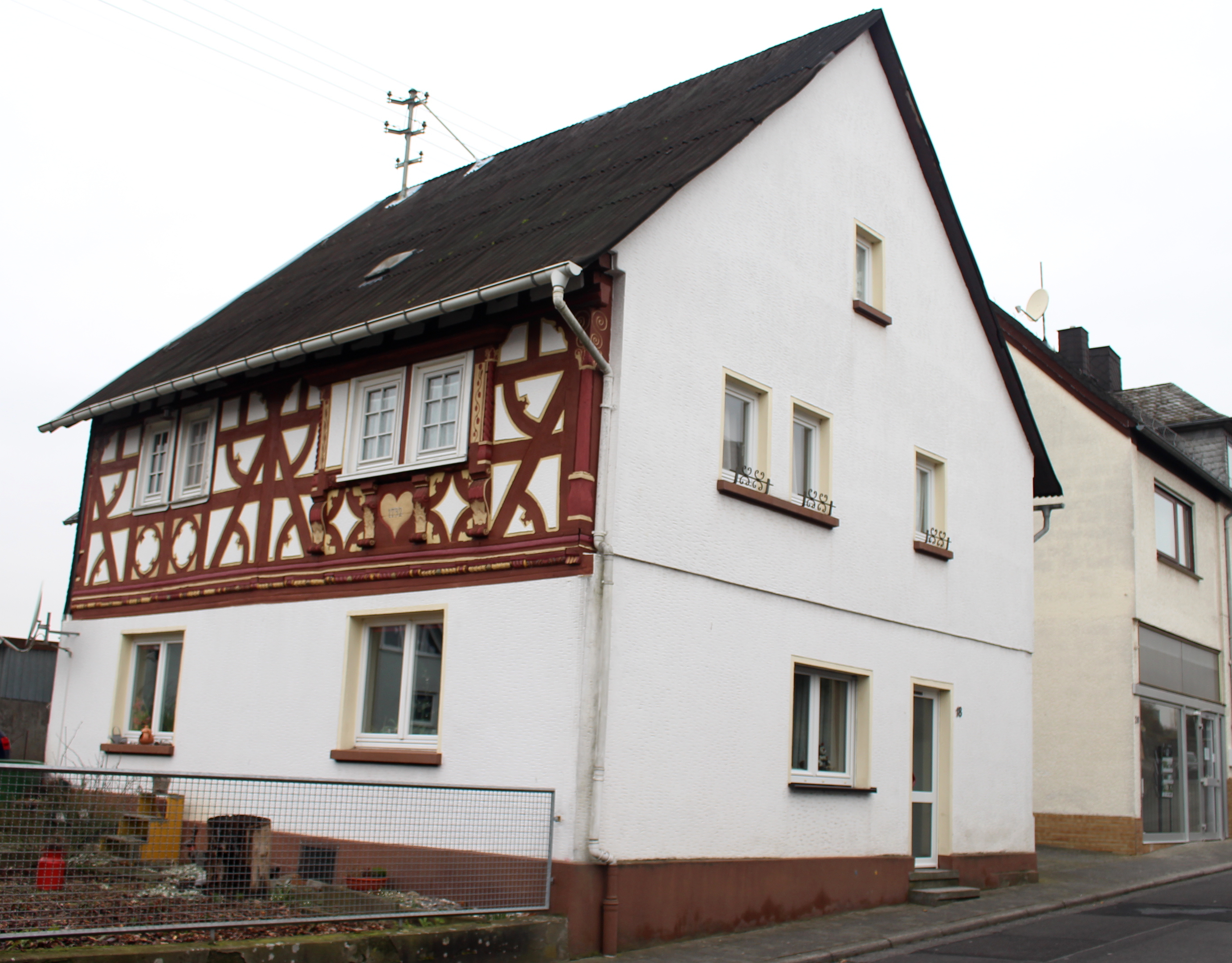
Egenolfstraße 18
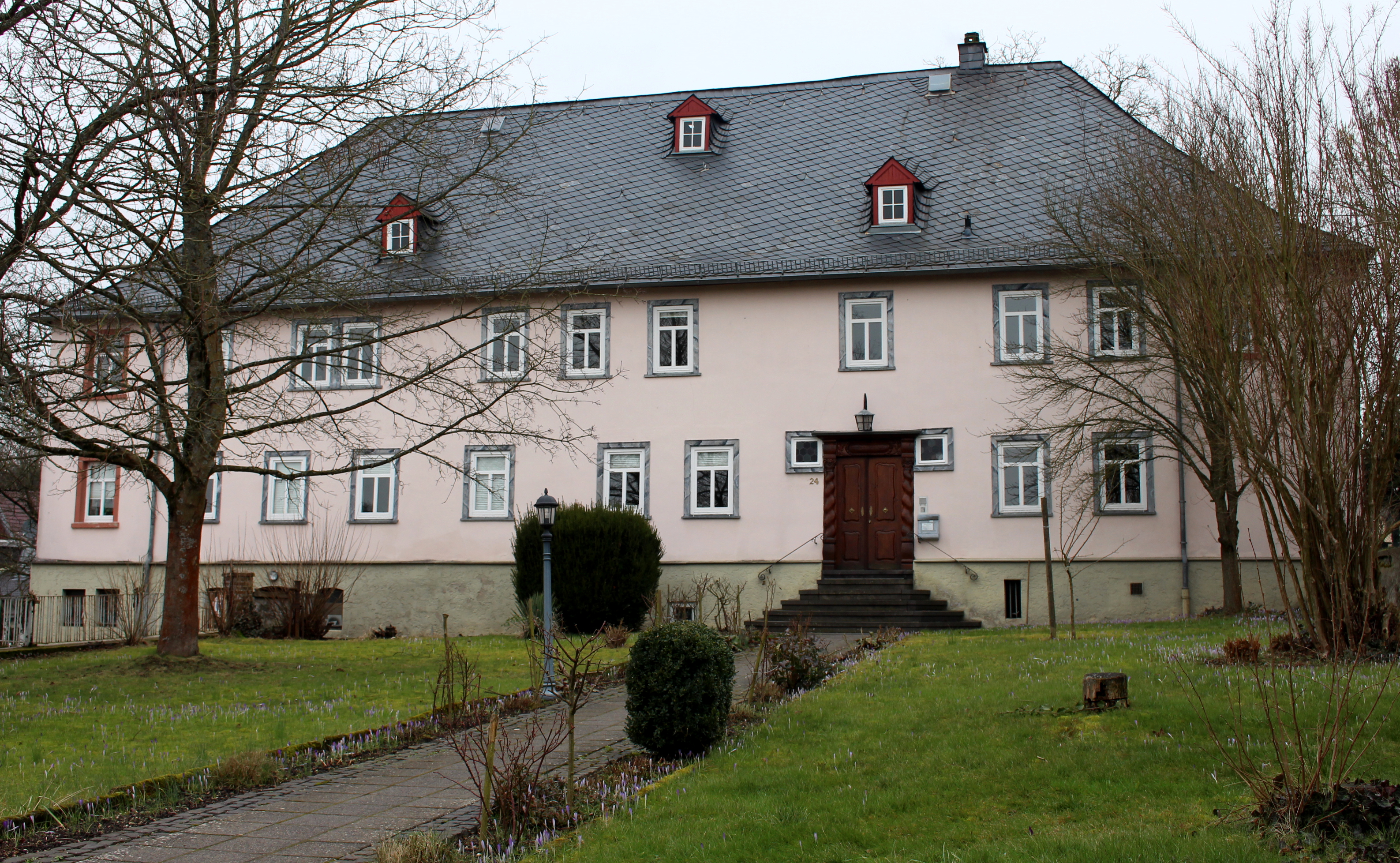
Pfarrhaus
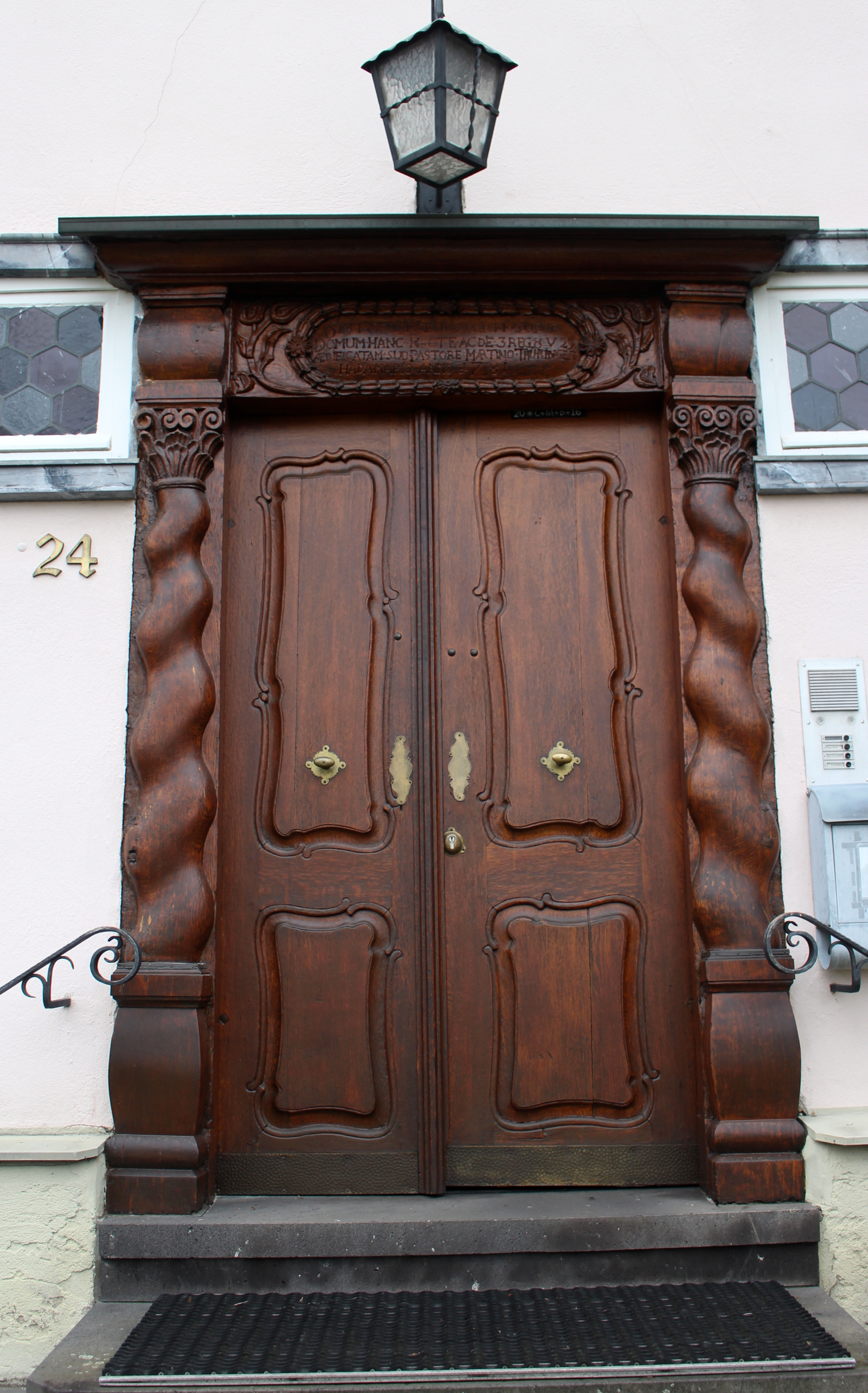
Barockportal des Pfarrhauses
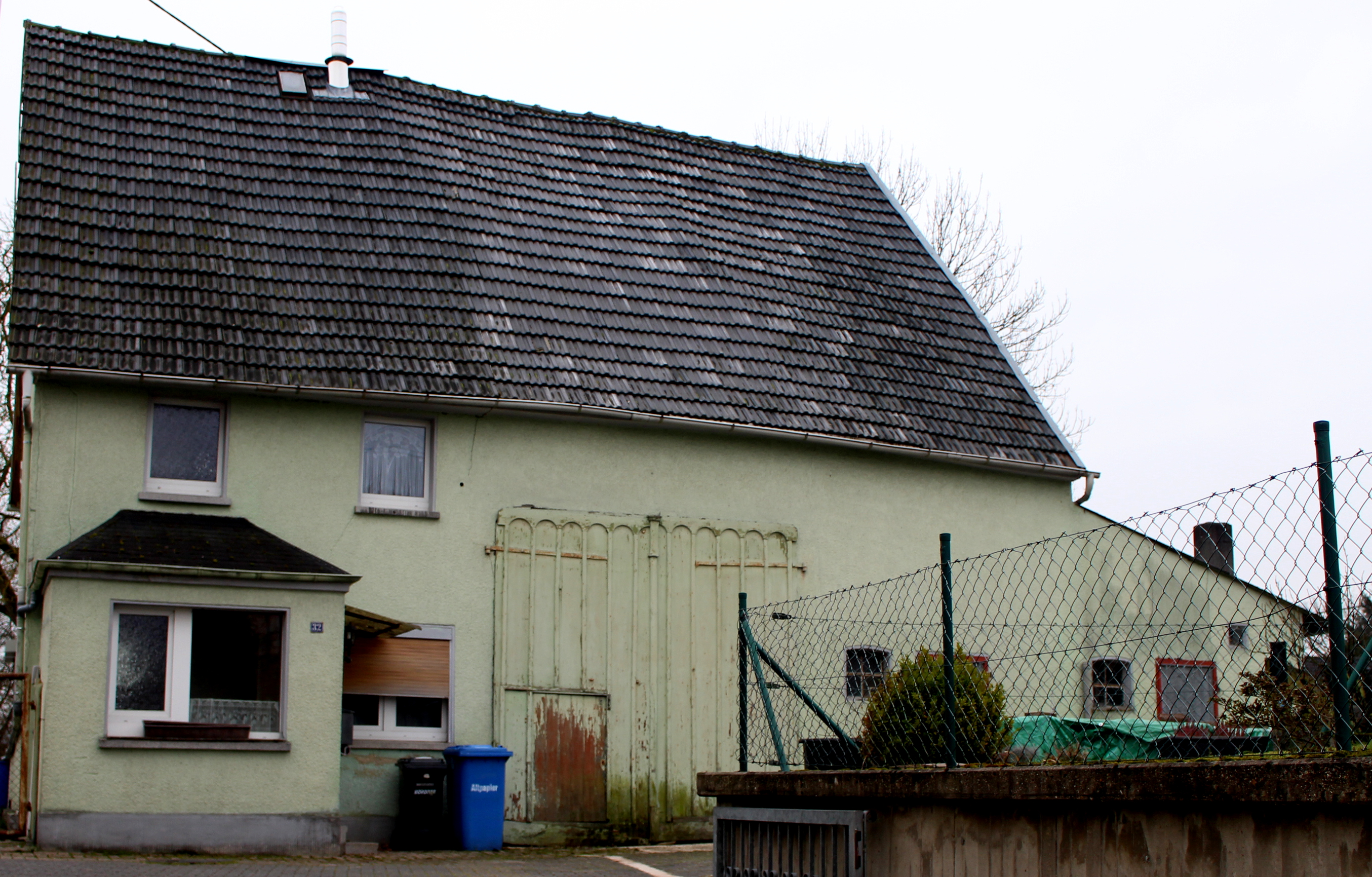
Egenolfstraße 32
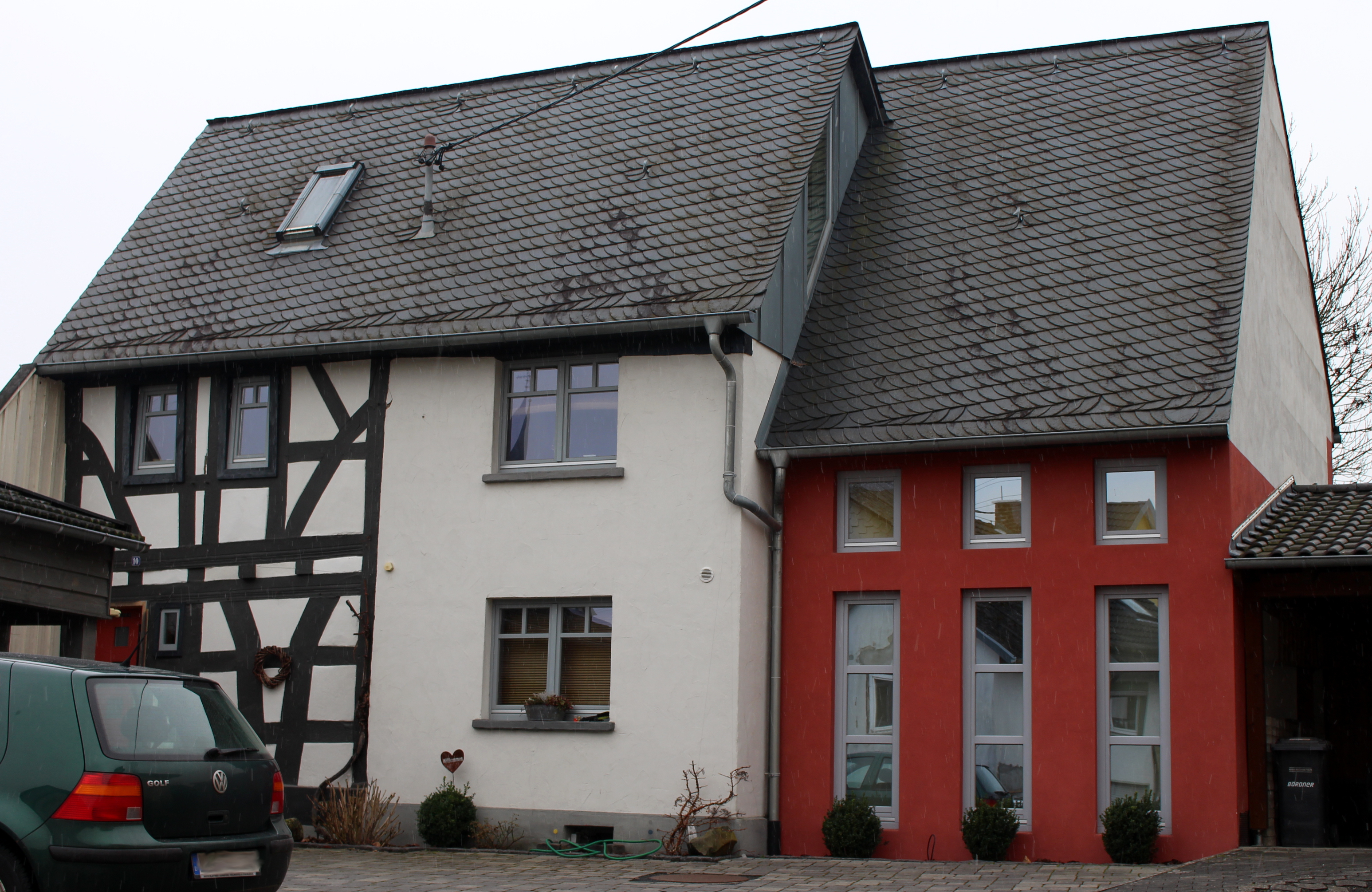
Hintergasse 10
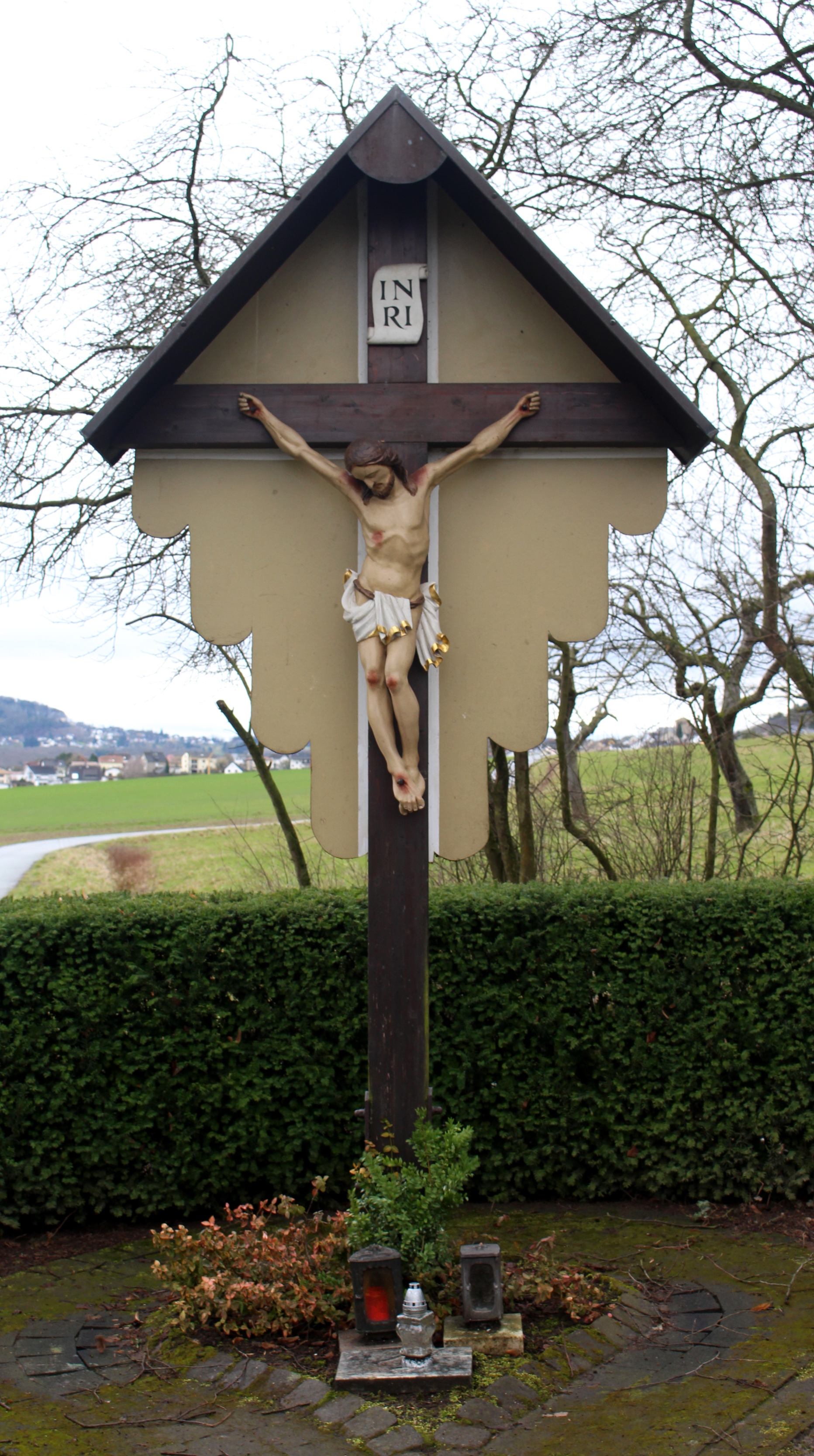
Feldkreuz am Berghof

#### Blasiuskapelle
Siehe Hauptartikel Blasiuskapelle (Dornburg).

#### Pfarrkirche St. Martin
Die katholische Pfarrkirche St. Martin wurde von 1722 bis 1732 an der Stelle einer Kapelle aus dem 15. Jahrhundert errichtet und am 5. Juli 1732 vom Trierer Weihbischof Lothar Friedrich von Nalbach geweiht. Möglicherweise stammen Teile des heute noch vorhandenen Westturms noch vom Vorgängerbau. Bei der heutigen Kirche handelte es sich um einen barocken Saalbau, der in den folgenden Jahrhunderten mehrere Umbauten erfuhr. Hochaltar, Seitenaltäre und Kanzel entstammen der Bildhauerschule des Hadamarer Barock und wurden vermutlich von dessen bedeutendstem Vertreter Martin Volck geschaffen. Die beiden Beichtstühle stammen aus dem Jahr 1739, der Lahnmarmor-Taufstein aus dem Jahre 1653. 1955 wurde der alte Kirchturm mit dem erneut umgebauten Kirchenschiff verbunden. Planender Architekt war der Wiesbadener Paul Johannbroer. Er ließ neben dem alten Turm mit seinem Spitzhelm lediglich den barocken Chorraum bestehen und errichtete das übrige Kirchenschiff in einem für Sakralbauten der 1950er Jahre typischen Rundbau-Stil neu. Ein Buntglasfenster in der Außenwand des Turmes zeigt die schmerzhafte Muttergottes und trägt die Namen der 119 Gefallenen des Zweiten Weltkriegs aus der Pfarrgemeinde. Später schuf der Frickhofener Schreinermeister Georg Staudt einen Volksaltar, einen Ambo und einen Kreuzweg, die der barocken Kirchenausstattung nachempfunden wurden.

#### Rathaus
Das heutige Rathaus der Gemeinde Dornburg wurde 1886 vor allem aus regional abgebautem Basalttuff als Schulhaus errichtet. Die heller abgesetzten Schmuckzonen bestehen aus Travertin, der zahlreiche eingeschlossene Muschelfossilien aufweist. Staffelfenster, Bogen- und Treppenfriese und Lisenen sind aus diesem Gestein ausgeführt.
Bereits 1912 folgte ein weiterer Neubau. 1930 zog die Gemeindeverwaltung in das Schulhaus von 1886 um. Nach der Gründung der Gemeinde Dornburg 1971 wurde die ehemalige Schule zum Rathaus für die gesamte Gemeinde. Adresse: Egenolfstraße 26

#### Bahnhofsgebäude
Dieser Bahnhof zeigt die typischen Gestaltung der Bauten aus der Erweiterung der Bahnstrecke Limburg–Altenkirchen von 1884 bis 1886 zwischen Klassizismus und Heimatstil. Basalttuff aus der Region wurde, wie bei den meisten übrigen Bauten an der Strecke zu sichtbarem Mauerwerk verarbeitet. Das Haupthaus hebt sich deutlich von den niedrigeren Querflügeln ab, wobei der Nordflügel bereits im 20. Jahrhundert einen deutlichen Umbau erfahren hat. Ein angebauter Lagerschuppen zeigt Gestaltungselemente des Fachwerks. Nachdem das Bahnhofsgebäude Ende des 20. Jahrhunderts größtenteils nicht mehr für seinen ursprünglichen Zweck verwendet wurde, setzte ein zunehmender Zerfall ein. 2013/14 wurde es gemeinsam mit dem Bau eines Verbrauchermarktes in unmittelbarer Nachbarschaft von einem privaten Investor erworben, saniert und zum Geschäfts- und Praxisgebäude umgestaltet. Adresse: Bahnhofstraße 37

#### Bahnhofstraße 34
Dieses kleinformatige und dennoch villenartig ausgestaltete Wohnhaus stammt aus der Zeit um 1900. Das vertikal angelegte, streng rechtwinklige und vertikal strukturierte Fachwerk der Obergeschosse ist charakteristisch für das Aufgreifen der Fachwerk-Technik im Jugendstil. Darüber hinaus wird die Fassade vor allem vom Wechsel der Klinkerflächen mit weißem Verputz strukturiert. Besonderheiten sind die aufwändig gestaltete Haustür und die tief ausgezogenen, schrägen, mit Schindeln belegten Fensterbänke. Ein weiteres wichtiges Gestaltungselement stellt der mit Flammenspitzen gekrönte Eisengitterzaun auf der umgebenden Basaltmauer dar.

#### Egenolfstraße 4
Die Fachwerkkonstruktion dieses Gebäudes aus dem 18. Jahrhundert ist unter dem Verputz nicht mehr zu erkennen. Weitere Umbauten jüngeren Datums lassen die ursprüngliche Funktion nur noch anhand der Stellung der ehemaligen Stall- und Wohnungstür sowie an den kleinen Fenstern erkennen: Es handelte sich ursprünglich um ein Gehöft in Einhaus-Bauweise in unmittelbarer Nachbarschaft zur Kirche.

#### Egenolfstraße 6
Dieses Wohnhaus aus dem mittleren 18. Jahrhundert präsentiert durch seine traufständige Ausrichtung zur Straße die beiden getrennt errichteten Fachwerk-Zonen des Obergeschosses. Der rechte Abschnitt zeigt die Reste eines fränkischen Erkers sowie Weinreben-Schnitzwerk an einigen Pfosten.

#### Egenolfstraße 7
Dieses Gebäude wurde um das Jahr 2010 herum abgerissen. Es handelte sich um das ehemalige Pfarrhaus und nach örtlicher Überlieferung um das älteste erhaltene Wohnhaus im Ort. Das Fachwerk des deutlich zweizonig geteilten Baus war weitgehend schmucklos bis auf ein Rillenprofil an der Schwelle eines der beiden Gebäudeteile. Deutliche Veränderungen aus dem 19. und 20. Jahrhundert waren erkennbar.

#### Egenolfstraße 18
Von diesem zweizonigen Fachwerkhaus ist nur noch eine Traufseite erhalten. Der übrige Baukörper wurde in massiver Bauform ersetzt. Die noch vorhandene Wand ist allerdings sehr kunstfertig ausgeführt. Feine Schnitzereien in Ausführung als Festons und Palmetten schmücken vor allem einen fränkischen Erker, dessen alte Fenster-Dreigliederung jedoch durch Umbauten zerstört wurde. Darüber hinaus prägen beschnitzte Eckpfeiler sowie gebogene und genaste Streben die Wand. Das Fachwerk ist mit einer Datierung auf 1732 versehen. Dabei dürfte es sich aber um das Datum einer Überarbeitung handeln. Die heutige Farbfassung ist wesentlich jüngeren Datums.

#### Egenolfstraße 24
Das ehemalige Pfarrhaus ist der größte heute noch vorhandene Fachwerkbau in Frickhofen. Allerdings ist die Konstruktion heute unter Verputz verborgen. 1930 erfolgte der Anbau zweier massiver Seitenflügel, ohne dass der Dachfirst verlängert wurde. Sichtbare Folgen sind die ungewöhnlich weit nach außen gezogenen Dachwalmen. Wichtiges Baudetail ist das kunstvolle Barockportal mit Einlegearbeiten in den Türfüllungen und gedrehten Salomonischen Säulen als Flankierung. Einer Tafel im Türsturz zufolge wurde das Haus 1781 für den Hadamarer Pastor Martin Thüringer erbaut. Die ursprünglich zugehörige Scheune ist heute nicht mehr vorhanden.

#### Egenolfstraße 32
Dieses Wohnhaus zeigt als einziges im Ort immer noch die typischen Merkmale eines Westerwälder Einhauses mit jeweils einem Niederlass an einer Giebel- und einer Traufseite. Das großformatige Fachwerkgebäude, das heute vollständig verputzt ist, wurde im 18. Jahrhundert am Nordrand des alten Dorfkerns erbaut. Das Scheunentor ist ebenfalls noch vorhanden und wird als Haustür genutzt.

#### Hintergasse 10
An dieser Stelle ist ein kleines Segment eines ursprünglich größeren Fachwerkgebäudes aus dem 17. Jahrhundert erhalten. Auffällig sind die sehr breiten Balken und Streben. Schwellen und Rähm sind im Verhältnis dazu sehr schmal ausgeführt. Um das Jahr 2010 herum wurden der Fachwerkteil und der rechts anschließende Massivsteinbau jüngeren Datums grundlegend modernisiert. Zudem entstanden Nebengebäude und ein größerer Anbau, der den bestehenden Baukörper rechts und auf der straßenabgewandten Seite erweiterte. Bei dieser Gelegenheit wurde eine Scheune jüngeren Datums abgerissen, die sich links an den Fachwerkbau anschloss und ebenfalls einzelne Fachwerkbalken enthielt.

#### Kruzifix am Berghof
Am Fußweg zur Blasiuskapelle steht dieses Holzkreuz, das zwischen 1910 und 1908 privat gestiftet und errichtet wurde. Der große Christuskorpus aus Eichenholz greift naturalistische Vorbilder aus dem Barock auf.